# تاكايوكي أراكاكي
تاكايوكي أراكاكي (باليابانية: 新垣 貴之) (مواليد 12 أغسطس 1996) هو لاعب كرة قدم ياباني.

## وصلات خارجية
- تاكايوكي أراكاكي على موقع رابطة كرة القدم اليابانية للمحترفين (اليابانية)
- تاكايوكي أراكاكي على موقع قاعدة بيانات كرة القدم.إي يو (الإنجليزية)
- تاكايوكي أراكاكي على موقع Soccerway.com (الإنجليزية)
- تاكايوكي أراكاكي على موقع عالم كرة القدم.نت (الإنجليزية)